# Джеймс Чапін
Джеймс Пол Чапін (англ. James Paul Chapin 9 липня 1889 — 7 квітня 1964) — американський орнітолог.

## Біографія
Джеймс Чапін народився в Манхеттені 9 липня 1889 року, в родині Гілберта Грейнджера і Нано Чапін. Виріс в Стейтен-Айленді, куди сім'я переїхала в 1892 році. Тут у нього проявився інтерес до природи. Шкільний учитель і директор, орнітолог-любитель птахів, познайомив Джеймса з книгою Френка Чепмена «Пташине життя» і подарував йому «Чепменовський довідник з птахів Північної Америки». Уже в ранньому підлітковому віці Чапін став активним членом Асоціації природних наук Стейтен-Айленда. Закінчивши середню школу, Джеймс влаштувався на роботутаксидермістом в Американський музей природознавства. Крім цього він також працював в музейному відділі ссавців.
У 1908 році Герберт Ленг обраний керівником експедиції Американського музею в Конго. Він запропонував Чапіну стати його помічником. Хоча очікувалося, що експедиція в Конго триватиме два роки, Ленг і Чапін повернулися в Нью-Йорк тільки через шість років, в 1915 році. Ретельне дослідження фауни північно-східного Конго, призвело до публікації п'ятнадцяти томів наукових знахідок, в яких були описані численні зразки, привезені ними в Америку. За роботу «Птахи бельгійського Конго» Джеймс Чапін був нагороджений в 1932 році медаллю Даніеля Жиро Еліота Національної академії наук. Роком раніше він отримав бельгійський орден Корони.
У 1915 році Чапин отримав в Колумбійському університеті ступінь бакалавра, в 1919 році — докторську ступінь і продовжував працювати в Американському музеї природознавства. У наступні роки він неодноразово повертався до Африки. У 1926 році він приєднався до експедиції у Східну Африку і Конго. В цей час було знято документальний фільм «Гори місяця». У 1937 році Чапин повернувся, щоб знайти африканського павича, чиє перо виявив ще в першій експедиції. З 1953 по 1958 роки Джеймс Чапін і його дружина Рут Трімбл жили в східній частині Конго, де не тільки вивчали птахів, а й проводили навчання дослідженню птахів під егідою Бельгійського інституту наукових досліджень в Центральній Африці.
Джеймс Чапин також проводив дослідження птахів Європи, Канадських Скелястих гір, Панами, Полінезії і Галапагоських островів.
У 1956 році він став офіцером ордена Африканської зірки.
З 1934 по 1939 рік Чапін займав посаду віце-президента Американського союзу орнітологів, а з 1939 по 1942 роки — його президента. У 1949—1950 роках став президентом нью-йоркського Клубу мандрівників.
Джеймс Чапін помер 7 квітня 1964 року в своєму будинку в Манхеттені на Верхньому Вест-Сайді.
На честь Чапіна названо три види плазунів — Ichnotropis chapini, Pelusios chapini та Trioceros chapini.

## Джерело
- Біографія Джеймса Чапіна [Архівовано 8 січня 2019 у Wayback Machine.] на сайті Американського музею природознавства (Нью-Йорк, США)(англ.)

| Чарлз Дарвін | Це незавершена стаття про біолога. Ви можете допомогти проєкту, виправивши або дописавши її. |